# Incident de Wanpaoshan

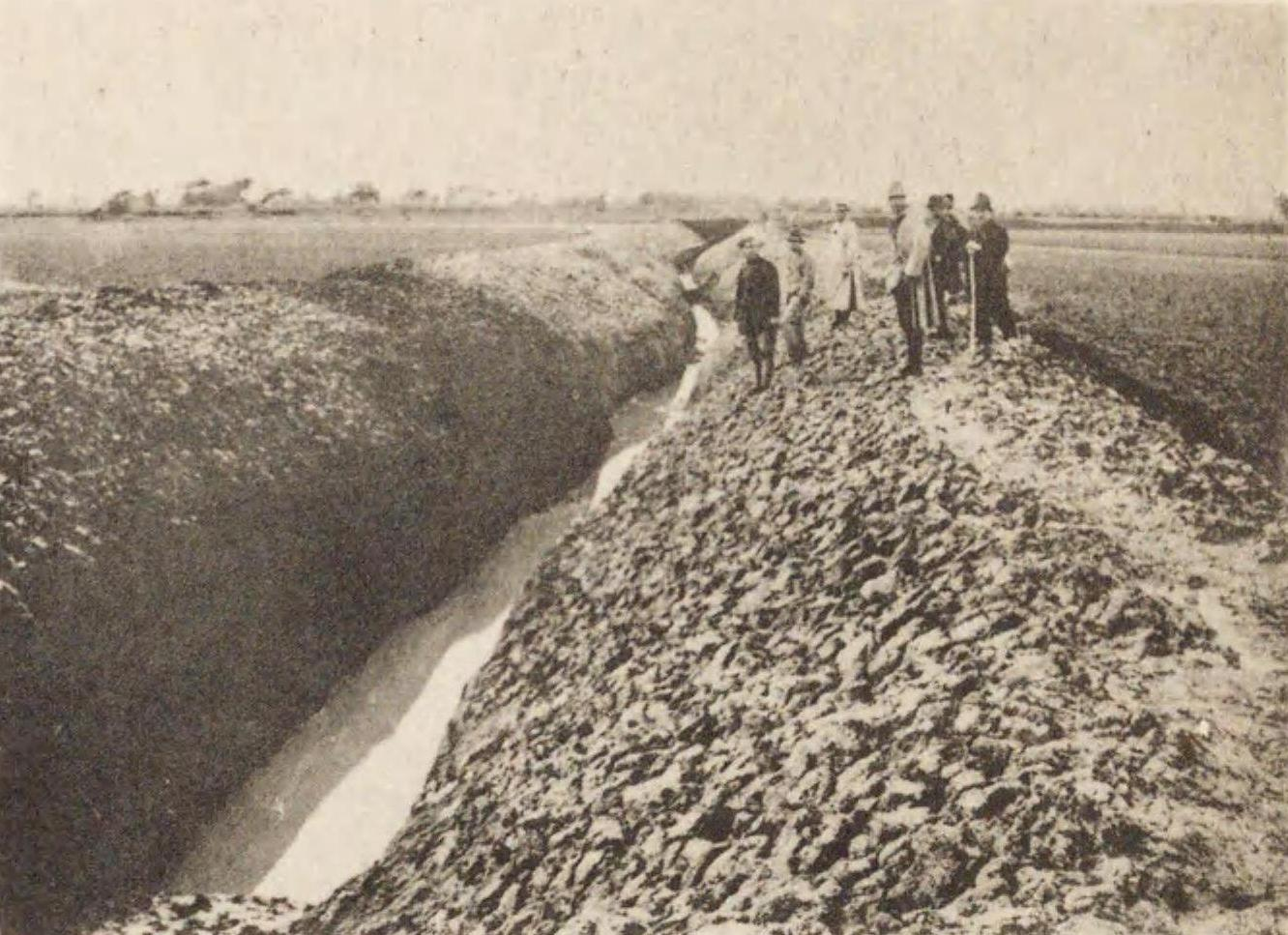
La canal d'irrigation de Wanpaoshan qui provoqua des échauffourées entre Chinois et Coréens.

L'Incident de Wanpaoshan (万宝山事件, Manpozan jiken) est un conflit mineur entre des fermiers chinois et coréens s'étant produit le 1er juillet 1931, avant l'incident de Mukden. Bien que l'intérêt ait été insignifiant, il fut sur-représenté dans la presse japonaise et coréenne, et a été employé pour augmenter le sentiment anti-chinois dans l'empire du Japon avant l'invasion de Manchourie.

## Contexte
Wanpaoshan était un petit village au  nord de Changchun,en Mandchourie, situé dans un secteur marécageux à côté du fleuve Itung. Un groupe de Coréens (qui étaient considérés alors comme des sujets de l'empire du Japon) a loué un grand terrain à un fermier chinois local et s'est préparé à l'irriguer en creusant un fossé de plusieurs kilomètres de long, s'étendant du fleuve Itung et passant à travers une terre non incluse dans leur bail et non occupée par les fermiers chinois locaux. Après qu'une grande partie du fossé ait été creusée, les fermiers chinois ont protesté aux autorités locales de Wanpaoshan, qui ont envoyé des policiers et ont ordonné aux Coréens de cesser la construction immédiatement et de quitter le secteur. Le consul japonais basé à Changchun a répondu en envoyant la police consulaire japonaise pour protéger les Coréens, et les autorités étaient d'accord pour un arrangement commun.

## L'incident du1erjuillet
Cependant, un groupe de 400 fermiers chinois dont les terres avaient été coupées par le fossé d'irrigation, armés d'outils agricoles, a chassé les Coréens et a comblé une grande partie du fossé. La police consulaire japonaise a ouvert le feu pour disperser la foule et pour protéger les fermiers coréens, sans blesser personne. Les fermiers chinois se sont retirés et la police japonaise est restée sur place jusqu'à ce que les Coréens aient réparé le fossé et construit un barrage sur la rivière Itung.

## Émeutes anti-chinoises en Corée
Bien plus sérieux que l'affaire mineure entre les fermiers en Mandchourie furent la réaction de la population provoquée par les journaux japonais et coréens. Une série d'émeutes anti-chinoises a éclaté dans l'ensemble de la Corée, commençant à Jinsen (Incheon) le 3 juillet et s’étendant rapidement à d'autres villes. Les Chinois ont déclaré 146 personnes tuées, 546 blessées, et des dégâts considérables. Les émeutes les plus dures se sont produites à Pyongyang le 5 juillet. Les Chinois accusent les autorités japonaises de ne pas avoir pris de mesures pour protéger les  résidents chinois, et les ont blâmés de permettre que des articles de journaux enflammés soient publiés. Les Japonais ont répondu que les émeutes avaient été spontanées, avaient été réprimées aussitôt que possible et qu'ils avaient offert des compensations aux familles des victimes.
Ces émeutes ont mené à un boycott chinois des produits fabriqués au Japon à partir de mai 1931.

## Conséquences
Les négociations ont continué entre les autorités japonaises et chinoises pour résoudre la situation. Les Chinois ont maintenu que les Coréens n'avaient aucun droit de résider et de louer les terres en dehors du district de Gando selon les termes de la convention de Gando. De leur côté, les Japonais ont insisté sur le fait que les Coréens étaient des sujets japonais et avaient droit de résidence et de location dans toute la Mandchourie du sud, identiques à celui des autres Japonais. Ils ont également soutenu que les Coréens avaient entrepris leur projet en bonne foi, et avaient blâmé toutes les irrégularités du loueur chinois. Les Japonais ont par la suite retiré leur police consulaire de Wanpaoshan, mais les Coréens sont restés.
Une solution complète de l'affaire de Wanpaoshan n'a été atteinte qu'au mois de septembre 1931.